# Saint-Sauveur-de-Chaulieu
Saint-Sauveur-de-Chaulieu est une ancienne commune française du département de la Manche.

## Toponymie
Le nom de la localité est attesté sous la forme Saint Sauveur de Chaulieu entre 1612 et 1636.
La paroisse est dédiée à Saint Sauveur (Jésus-Christ).
L'origine du toponyme Chaulieu est incertaine. François de Beaurepaire exprime sa préférence pour la solution, « lieu chauve », sans doute conforté (implicitement) par la topographie du lieu (point culminant de la Manche). Cette explication est adoptée  par Ernest Nègre. Si lieu semble bien issu du latin locus, « lieu », René Lepelley évoque deux possibilités pour chau : calvus, « chauve », ou calidus, « chaud »  (évoquant une terre dont la topographie ou l'orientation l'expose au soleil).

## Histoire
En 1972, Saint-Martin-de-Chaulieu (324 habitants en 1968) et Saint-Sauveur-de-Chaulieu (70 habitants) fusionnent. La commune ainsi créée prend le nom de Chaulieu,.

## Démographie
| 1793 | 1800 | 1806 | 1821 | 1831 | 1836 | 1841 | 1846 |
| ---- | ---- | ---- | ---- | ---- | ---- | ---- | ---- |
| 210  | 203  | 212  | 217  | 233  | 248  | 245  | 230  |

| 1851 | 1856 | 1861 | 1866 | 1872 | 1876 | 1881 | 1886 |
| ---- | ---- | ---- | ---- | ---- | ---- | ---- | ---- |
| 210  | 207  | 191  | 193  | 166  | 177  | 172  | 183  |

| 1891 | 1896 | 1901 | 1906 | 1911 | 1921 | 1926 | 1931 |
| ---- | ---- | ---- | ---- | ---- | ---- | ---- | ---- |
| 180  | 174  | 183  | 164  | 145  | 109  | 107  | 107  |

| 1936 | 1946 | 1954 | 1962 | 1968 | - | - | - |
| ---- | ---- | ---- | ---- | ---- | - | - | - |
| 104  | 102  | 95   | 99   | 70   | - | - | - |

### Liste des maires
| Période | Période | Identité | Étiquette | Qualité |
| --- | ------- | -------- | --------- | ------- |
| Une partie des données est issue de liste établie par issue de l'ouvrage "601 communes et lieux de vie de la Manche" |         |          |           |         |

## Lieux et monuments

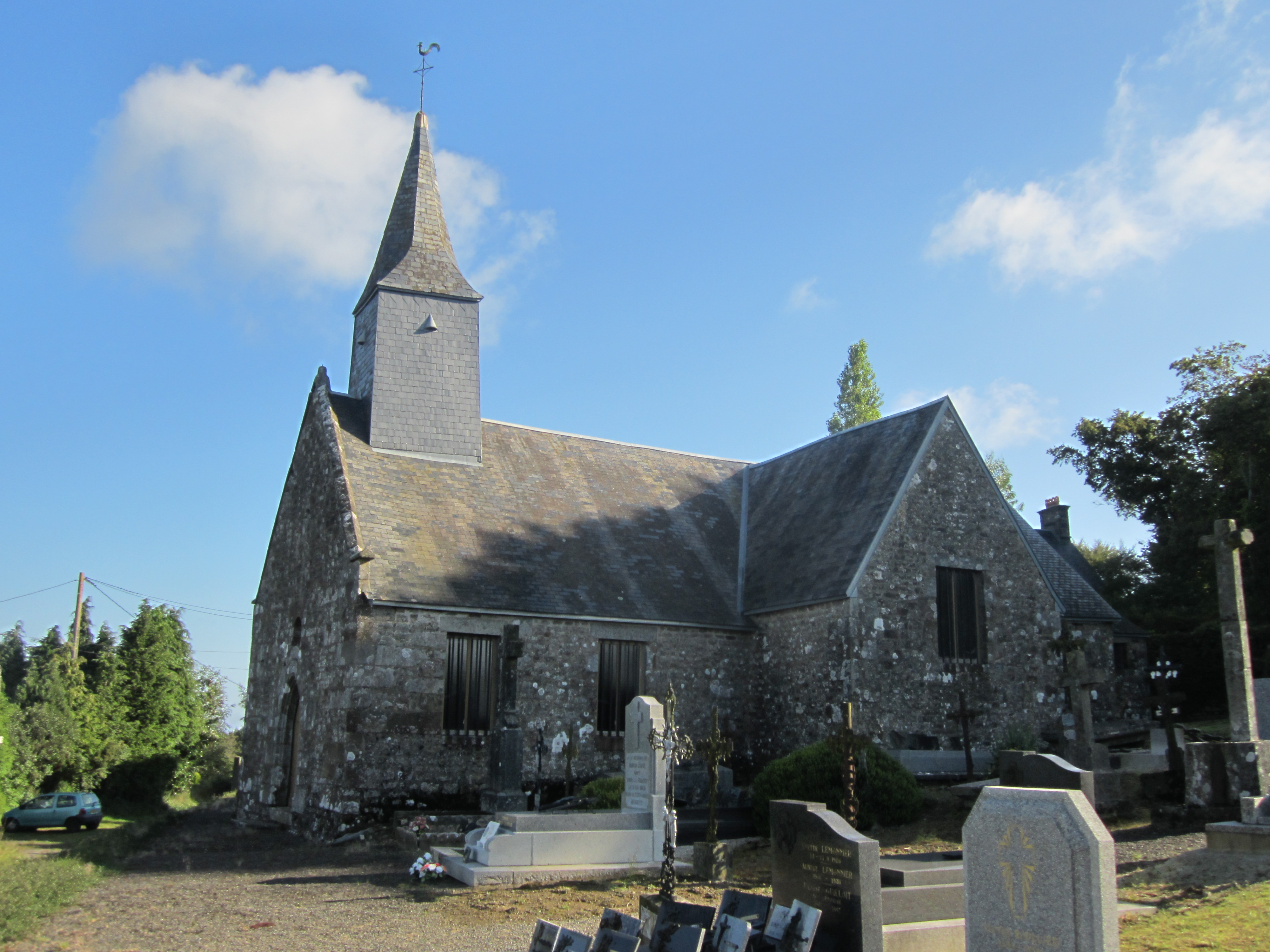
L'église Saint-Sauveur.

- Église de Saint-Sauveur (XVIIe siècle).
- Manoir de Sauveur  (XVIe/XVIIe siècle).